# イワチドリ
イワチドリ（岩千鳥、学名：Ponerorchis keiskei、シノニム：Amitostigma keiskei）は、ラン科の植物。別名は「八千代」。日本の固有種である。

## 特徴
本州（中部地方以西）と四国の渓谷の岩の割れ目などに自生する。草丈10 cm 程度の多年草で、4月下旬から5月中旬にかけて、1 cm ほどの桃紫色の花を咲かせ、「渓谷の妖精」と呼ばれる。球根で増え、野生の個体は減少しており、岐阜県では「人が近づくことのできる生育地では絶滅状態」とされる。園芸用品種として流通する。

## 分類
1879年にカール・ヨハン・マキシモヴィッチがGymnadenia keiskei として、初めて記載した。しかし、この学名は1878年に別のラン科の植物に与えられた名前であったため、非合法名であった。1900年にアシル・ウジェーヌ・フィネは、Gymnadenia gracilis の品種と考え、Gymnadenia gracilis var. keiskei と学名を記載し、これが最初の合法名となった。1919年には、ルドルフ・シュレヒターがイワチドリ属（ヒナラン属）に移し、Amitostigma keiskei に改名した。2014年の分子系統学的研究により、本種を含むイワチドリ属とミヤマモジズリ属（Neottianthe）、ウチョウラン属（Ponerorchis）は、単一の分岐群の中に混在しており、3つの属はいずれも単系統群を成すものではないことが判明した。イワチドリ属とミヤマモジズリ属はウチョウラン属に組み込まれることになり、本種の学名もPonerorchis keiskei に改められた。